# Donna Missal
Donna Missal é uma cantora e compositora americana de Nova Jersey, que atualmente vive em Los Angeles.

## Infância e vida pessoal
Nascida na Costa Leste dos Estados Unidos, Donna Joy Missal cresceu rodeada de música. Além de sua avó, que era uma compositora na década de 1950, seu pai era um músico, produtor, compositor e possuía um estúdio de gravação nos anos 80, chamado Shelter Studios em Manhattan. Donna se mudou para Nova York quando ainda era pequena, e seu pai construiu um estúdio caseiro com o equipamento que havia sobrado de seu estúdio profissional. Donna desenvolveu um amor pela música e participou de vários projetos e gravações familiares, como álbuns de Natal, que eram dados de presente para seus avós. Donna também participou do teatro comunitário para crianças, onde ganhou paixão pela perfomance.
Donna veio de uma família grande, onde possui um irmão, o guitarrista Steve Missal — que, inclusive, toca junto com Donna em suas turnês —, e mais quatro irmãs, chamadas Linda, Kelley, Becky, e Catherine. Ela diz que sua vida sempre foi repleta de instrumentos e afirma que "Música era como um sexto sentido em que todos ali  — no caso, sua familia  — se comunicavam." Donna foi educada em casa.
Em questão de sexualidade e estilo, Donna se apresenta de maneira não-binária e é abertamente bissexual, falando sobre isso em entrevistas e nas redes sociais de forma orgulhosa e cheia de representatividade. Além disso, ela se afirma como uma pessoa extrovertida e ama gatos.

## Carreira

### Início de carreira
Donna gravou sua própria música "Keep Lying" em 2015, que se tornou viral, conseguindo 1,5 milhão de reproduções em serviços de streaming. Ela co-escreveu e gravou backing vocals na faixa "Wildfire", do álbum de estreia de Tinashe, Aquarius. Ela também lançou vários outros singles e colaborou em uma faixa com Macklemore em 2017, além de participar de algumas trilhas sonoras, como a da série The Get Down, em 2017, do filme Promising Young Woman, lançado em 2020, do filme A Família Addams 2, em 2021 e do filme Scrambled, de 2023. Ela lançou seu primeiro álbum This Time, pela Harvest Records em 2018, conseguindo quase 24 milhões de streams e a fazendo abrir alguns shows da cantora King Princess. No dia 10 de julho de 2020, Donna lançou seu segundo álbum, Lighter.

### in the mirror, in the night
Com produção de Sega Bodega, Donna lançou seu single "in the mirror, in the night", fugindo do seu tradicional pop-rock e explorando um alt-pop. Usando peças do designer e estilista Nusi Quero, Donna gravou o que diz ser seu projeto mais ambicioso, com ajuda do diretor Rodrigo Inada. Sua melhor amiga, Erica Hernández, tirou as fotos da capa do EP durante as gravações dos clipes do single. "O vídeo — da música '(to me) your face is love' — é como uma interpretação de um estado de sonho, saudade, amor e transcendência, e eu adoro isso como a representação visual da música.", Donna afirmou.
Um mês após lançar seu EP, Donna revelou que foi demitida da Harvest Records. Ela começou, então, a produzir seu próximo álbum, Revel, de maneira independente pelo próximo ano que veio pela frente.

### Revel

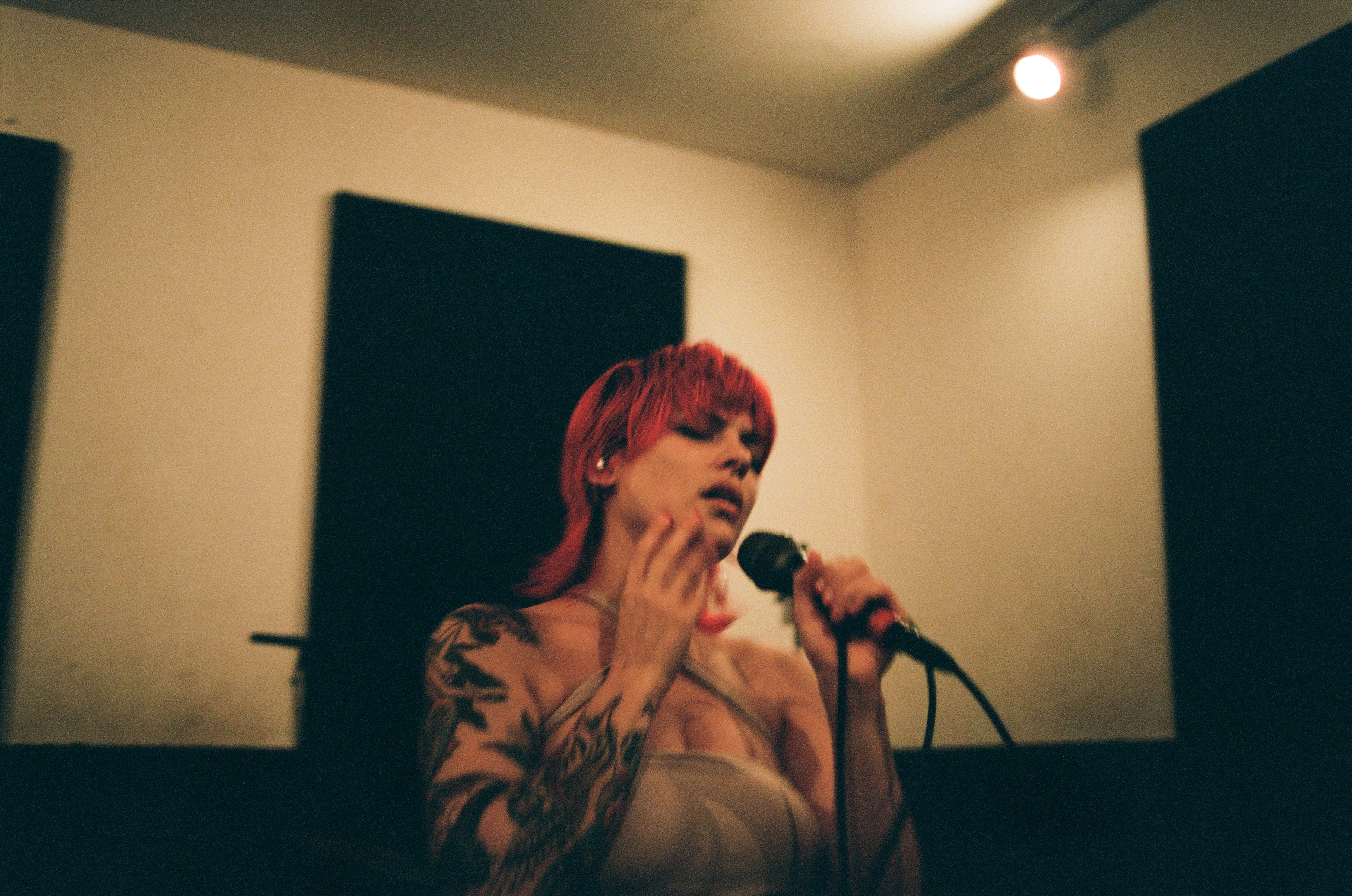
Donna ensaiando, por Erica Hernández

Em 2023, Donna retorna com seu terceiro álbum, Revel, de forma independente, com o single principal "Flicker". Antes do lançamento, Donna lançou o single "Move Me". Em seu Instagram, Donna compartilhou uma nota em que explicava a profundidade e o orgulho de lançar seu álbum; “Parece dramático, mas a crise existencial é definitivamente onde eu estava há um ano! (...)", ela disse, continuando com: “(...) Eu queria dar tudo para vocês quando imaginei a maneira como poderia falar sobre meu álbum!! Eu queria fazer de 'Flicker' a coisa mais difícil que já fiz e incorporar a resiliência, confessar o quanto eu queria desistir em 'Out of Me', me render em uma canção de amor em 'Move Me' e servir ao álbum com 'God Complex', um canção sobre morte e poder do ego. Estou muito animada para compartilhar o 'Revel' com vocês em todo o seu contexto, através de cada música e de todas as maneiras que tentei me expressar (...)".

## Discografia

### Álbuns de estúdio
| Título    | Data de lançamento    | Descrição                                                                                              |
| --------- | --------------------- | --- |
| This Time | 7 de setembro de 2018 | Gravadora: Harvest Records, Universal Music Lançado em formato de CD, LP, download digital e streaming |
| Lighter   | 10 de julho de 2020   | Gravadora: Harvest Records, Universal Music Lançado em formato de CD, LP, download digital e streaming |
| Revel     | 16 de junho de 2023   | Gravadora: álbum independente Lançado em formato de download digital e streaming                       |

### EP's
| Título                      | Data de lançamento      | Descrição                                                                                              |
| --------------------------- | ----------------------- | --- |
| in the mirror, in the night | 22 de fevereiro de 2022 | Gravadora: Harvest Records, Universal Music Lançado em formato de CD, LP, download digital e streaming |

### Singles(como artista principal)
| Título                             | Ano  | Álbum                            |
| ---------------------------------- | ---- | -------------------------------- |
| "Keep Lying (Demo)"                | 2015 | Singles Avulsos                  |
| "Sick"                             | 2016 | Singles Avulsos                  |
| "The Keeper"                       | 2016 | Singles Avulsos                  |
| "Slide"                            | 2016 | Singles Avulsos                  |
| "Transformer"                      | 2017 | Singles Avulsos                  |
| "Thrills"                          | 2018 | This Time                        |
| "Driving"                          | 2018 | This Time                        |
| "Girl"                             | 2018 | This Time                        |
| "Keep Lying"                       | 2018 | This Time                        |
| "Transformer"                      | 2018 | This Time                        |
| "Get Well"                         | 2019 | Singles Avulsos                  |
| "Jupiter"                          | 2019 | This Time                        |
| "You Burned Me"                    | 2019 | Singles Avulsos                  |
| "Hurt By You"                      | 2020 | Lighter                          |
| "Let You Let Me Down"              | 2020 | Lighter                          |
| "How Does It Feel"                 | 2020 | Lighter                          |
| "sex is good (but have you tried)" | 2021 | in the mirror, in the night - EP |
| "(to me) your face is love"        | 2021 | in the mirror, in the night - EP |
| "insecure"                         | 2022 | in the mirror, in the night - EP |
| "Flicker"                          | 2023 | Revel                            |
| "Out Of Me"                        | 2023 | Revel                            |
| "Move Me"                          | 2023 | Revel                            |